# Rhipidocephala manicata
Rhipidocephala manicata là một loài ruồi trong họ Asilidae. Rhipidocephala manicata được Oldroyd miêu tả năm 1966. Loài này phân bố ở vùng nhiệt đới châu Phi.